# Rhabdochaeta asteria
Rhabdochaeta asteria es una especie de insecto del género Rhabdochaeta de la familia Tephritidae del orden Diptera.

## Historia
Friedrich Georg Hendel la describió científicamente por primera vez en el año 1915.